# 147 (číslo)
Sto čtyřicet sedm je přirozené číslo. Následuje po číslu sto čtyřicet šest a předchází číslu sto čtyřicet osm. Řadová číslovka je sto čtyřicátý sedmý nebo stosedmačtyřicátý. Římskými číslicemi se zapisuje CXLVII.

## Matematika
Sto čtyřicet sedm je
- deficientní číslo
- nešťastné číslo.
- nepříznivé číslo.

- zápis tohoto čísla ve dvojkové soustavě obsahuje všechna čtyři dvojková dvojčíslí (00, 01, 10, 11) po sobě.

## Chemie
- 147 je nukleonové číslo třetího nejběžnějšího izotopu samaria.[1]

## Doprava
- Silnice II/147 je česká silnice II. třídy vedoucí na trase Týn nad Vltavou – Dolní Bukovsko – Veselí nad Lužnicí – Kardašova Řečice[2]
- Index KOV vozu Aee147 ČD

## Roky
- 147
- 147 př. n. l.

## Ostatní
- 147 je největší možný náběh v kulečníkové hře snooker, kterého lze dosáhnout bez chyby soupeře.